# Aurelia Trywiańska
Aurelia Trywiańska (née le 9 mai 1976 à Szczecin) est une athlète polonaise, spécialiste du 100 mètres haies.

## Biographie
Elle termine 5e des championnats du monde 2003, 5e des championnats d'Europe 2006 et 7e du 60 m haies des championnats d'Europe en salle 2007.
Son record personnel sur 100 m haies est de 12 s 73, établi le 7 juillet 2003 à Zagreb.

## Palmarès
| Date | Compétition                    | Lieu       | Résultat | Épreuve     | Temps   |
| ---- | ------------------------------ | ---------- | -------- | ----------- | ------- |
| 1997 | Championnats d'Europe espoirs  | Turku      | 4e       | 100 m haies | 13 s 50 |
| 2003 | Championnats du monde          | Paris      | 5e       | 100 m haies | 12 s 75 |
| 2006 | Championnats d'Europe          | Göteborg   | 5e       | 100 m haies | 12 s 90 |
| 2007 | Championnats d'Europe en salle | Birmingham | 7e       | 60 m haies  | 8 s 25  |